# Grauscheitelspecht
Der Grauscheitelspecht (Yungipicus canicapillus, Syn.: Picoides canicapillus, Dendrocopos canicapillus) ist eine Vogelart aus der Familie der Spechte (Picidae).
Die Art wurde zeitweise als konspezifisch mit dem Indienspecht (Yungipicus nanus) angesehen. Beide kommen in Nepal im gleichen Lebensraum vor (Sympatrie), bilden jedoch keine Hybride.
Ferner wird die Art mitunter in die Gattung Dendrocopos oder in Picoides gestellt.
Der Vogel kommt vom Himalaya und der Mandschurei bis Südostasien vor.
Der Lebensraum umfasst eine Vielfalt an Wäldern und baumbestandenen Flächen, tropischen oder subtropischen Tief-, Berg-, Laub- oder Mischwald, auch Gärten oder Mangroven meist bis 400 in Nepal, bis 1350 oder 1700, seltener bis 2000 m Höhe im übrigen Himalaya, in Sumatra meist zwischen 1000 und 2800 m Höhe.
Das Artepitheton kommt von lateinisch canus ‚grau‘ und lateinisch capillus ‚Haar‘.

## Merkmale
Dieser Specht ist mit 14 bis 16 cm Größe sehr klein und wiegt zwischen 20 und 32 g. Das Männchen ist grau an Stirn und Scheitel, schwarz seitlich am Scheitel und im Nacken dort mit schmalem roten Streifen. Das Gesicht ist weiß mit einem graubraunen Band durch die Ohrdecken bis zur Nackenseite, dort dunkler werdend. Der schmale Kinnstreif ist bräunlich bis schwärzlich. Die Oberseite ist schwärzlich, braun tingiert und weiß gebändert. Die Spitzen der Flügeldecken sind in unterschiedlicher Ausprägung weiß. Die schwarzen Flugfedern haben weiße Spitzen und am Flügelinneren weiße Binden. Die Schwanzoberseite ist schwarz, die mittleren Schwanzfedern sind weiß gefleckt oder gebändert, die äußeren Steuerfedern tragen 2 bis 3 weiße Binden.
Kinn und Kehle sind weißlich. Die Brust ist bräunlich überhaucht und kräftig dunkelbraun gestrichelt, die Unterseite anschließend rötlich-gelb mit bräunlich-schwarzer Strichelung. Der ziemlich lange fast gerade Schnabel ist schwärzlich, blasser an Basis und Unterschnabel. Die Iris ist rot- bis graubraun mit grauem Augenring. Die Beine sind grau bis olivgrau.
Das Weibchen hat kein Rot am Scheitel. Jungvögel sind auf der Oberseite dunkler mit schwärzlichem Scheitel, auf der Unterseite kräftig gestrichelt und gebändert.

## Geografische Variation
Es werden folgende Unterarten anerkannt:
- Y. c. doerriesi Hargitt, 1881, – Südostsibirien, Mandschurei und Koreanische Halbinsel
- Y. c. scintilliceps (Swinhoe, 1863), – Ostchina
- Y. c. kaleensis (Swinhoe, 1863), – Mitte, Westen und Süden Chinas und Taiwan, schließt die Unterarten nagamichii, szetschuanensis, omissus, obscurus mit ein[9]
- Y. c. swinhoei E. J. O. Hartert, 1910, – Hainan
- Y. c. mitchellii (Malherbe, 1849), – Nordpakistan und Nordwestindien bis Nepal
- Y. c. semicoronatus (Malherbe, 1849), – Ostnepal bis Nordostindien
- Y. c. canicapillus (Blyth, 1845), Nominatform – Bangladesch und Nordostindienüber Myanmar bis Thailand und Laos
- Y. c. delacouri (Meyer de Schauensee, 1938), – Südostthailand, Kambodscha und Südvietnam
- Y. c. auritus (Eyton, 1845), – Südwestthailand und Malaiische Halbinsel
- Y. c. volzi (Stresemann, 1920), – Sumatra und Riau-Inseln
- Y. c. aurantiiventris (Salvadori, 1868), – Borneo

## Stimme
Der Ruf wird als kurzes sanftes „cheep“ oder „pic“, „tzit“, „chip-chip“, auch als „tit-tit-erh-r-r-r-r-h“, „pic-chirru-chirru-chihihihi“ oder „click-r-r-r“ beschrieben. Das Trommeln klingt dumpf.

## Lebensweise
Die Nahrung besteht aus Raupen, Hautflüglern, kleinen Käfer, Insektenpuppen, Engerlingen, Zweiflüglern, Ameisen und Früchten, die einzeln, paarweise oder in kleinen Familiengruppen in den Baumwipfeln gesucht werden. Die Art klettert sehr geschickt an kleinen Zweigen.
Die Brutzeit liegt auf dem Indischen Subkontinent zwischen April und Juli, in Südostasien zwischen Dezember und April.
Während der Balz wird der Kamm aufgestellt, posiert, der Körper langsam hin und her bewegt und der Schwanz gespreizt. Beide Elternvögel graben die Nisthöhle meist in 5 bis 10 m Höhe in einem Ast, gern an dessen Unterseite. Das Gelege besteht im Süden des Verbreitungsgebietes aus 3 bis 5, im Norden aus 6 bis 8 Eiern, die von beiden über 12 bis 13 Tage bebrütet werden.
Die Art ist großteils Standvogel, nach der Brutzeit können kleinere vertikale Wanderungen im nördlichen Verbreitungsgebiet vorkommen.

## Gefährdungssituation
Die Art gilt als nicht gefährdet (Least Concern).